# Hylarana picturata
Hylarana picturata är en groddjursart som först beskrevs av George Albert Boulenger 1920.  Hylarana picturata ingår i släktet Hylarana och familjen egentliga grodor. IUCN kategoriserar arten globalt som livskraftig. Inga underarter finns listade i Catalogue of Life.